# Ropicosybra albopubens
Ropicosybra albopubens là một loài bọ cánh cứng trong họ Cerambycidae.